# Painkiller (zespół muzyczny)
Painkiller – awangardowa grupa muzyczna istniejąca w latach 1991–1995. Zasadniczo było to trio w składzie: saksofonista John Zorn, basista Bill Laswell oraz perkusista i wokalista Mick Harris (z grupy Napalm Death). Jednak w ukształtowaniu się brzmienia zespołu olbrzymią rolę odegrał ich inż. dźwięku Oz Fritz i muzycy traktowali go jako czwartego członka grupy.
Zespół wykonywał muzykę łączącą elementy free jazzu, heavy metalu, rocka i muzyki Dalekiego Wschodu. Na brzmienie grupy miała także wpływ wschodnia idea wszechobecnego w naszym świecie cierpienia.
Grupa reaktywowała się w 2003 r. z okazji 50-lecia urodzin Johna Zorna. Plonem był koncertowy album nagrany w zmienionym i poszerzonym składzie: John Zorn, Bill Laswell, wokalista Mike Patton i perkusista Hamid Drake. W 2013 r. ukazał się album koncertowy nagrany w latach 2004–2005 w składzie: Zorn, Laswell i Yoshida Tatsuya (perkusja).

## Dyskografia
- Guts of a Virgin EP (Earache, 1991)
- Buried Secrets EP (Earache, 1992)
- Rituals: Live in Japan (Toy’s Factory, 1993)
- Execution Ground (Subharmonic, 1994)
- Painkiller: The Collected Works (Tzadik, 1997)
- Guts of a Virgin/Buried Secrets (Earache, 1998)
- Talisman: Live in Nagoya (Tzadik, 2002)
- 50th Birthday Celebration Volume 12 (Tzadik, 2005)
- The Prophecy (Tzadik, 2013)